# Parque nacional Isla Orfeo
Isla Orfeo es un parque nacional en Queensland (Australia), ubicado a 1189 km al noroeste de Brisbane. En la isla se encuentra una estación de investigación operada por la Universidad James Cook, también se encuentra en la isla un resort muy exclusivo.